# Volker Fadinger

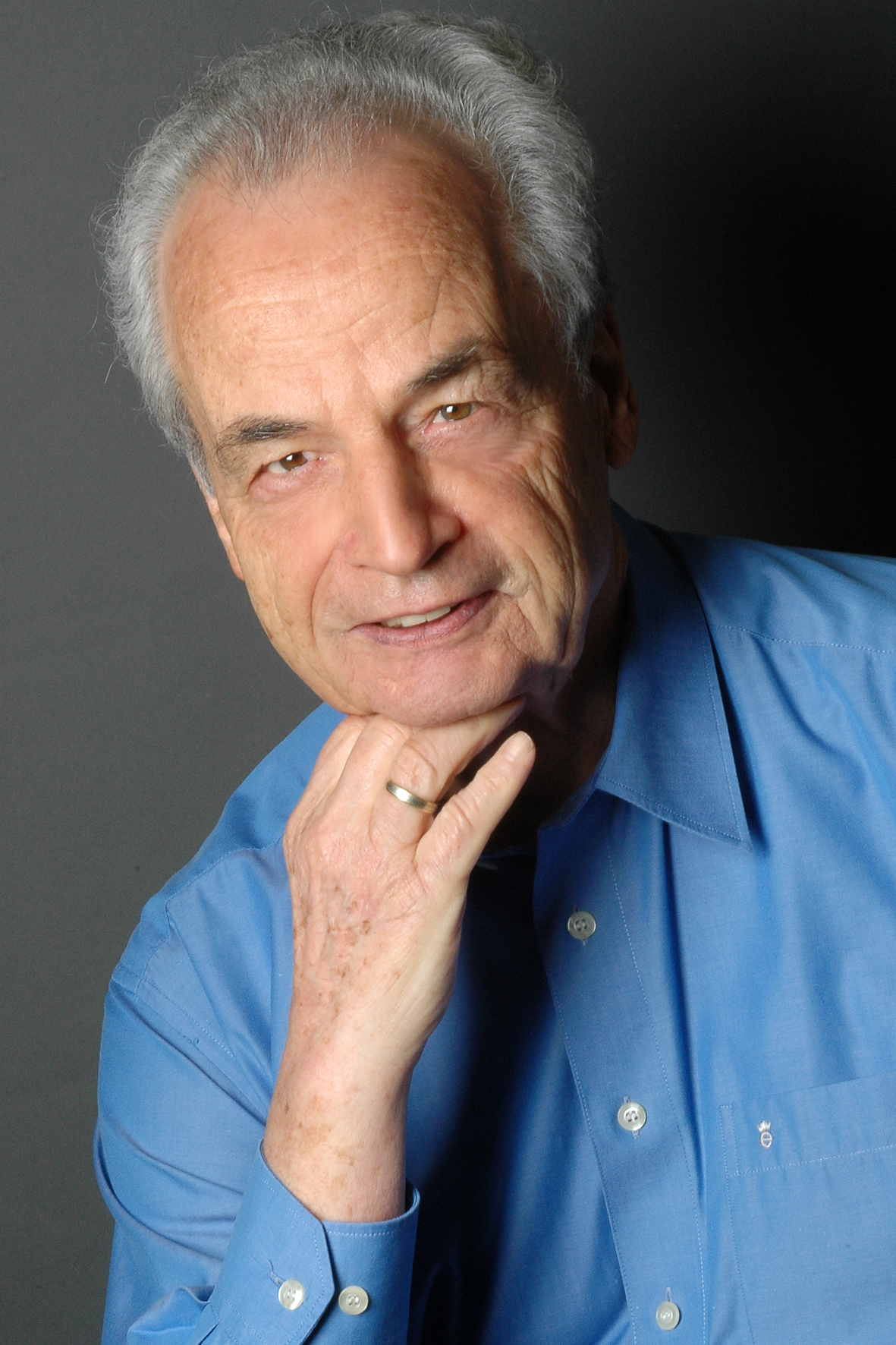
Volker Fadinger (2014)

Volker Fadinger (* 7. Februar 1941 in Schulzendorf, Kreis Teltow, jetzt Landkreis Dahme-Spreewald) ist ein deutscher Althistoriker.

## Leben und Wirken
Volker Fadinger ist der Sohn des Diplom-Ingenieurs Wilhelm Fadinger und seiner Ehefrau Charlotte, geborene Schöne. Anfang 1945 verließen die Eltern mit ihm, seinem Zwillingsbruder und einer jüngeren Schwester die brandenburgische Heimat unmittelbar vor ihrer Besetzung durch die Rote Armee. Sie flüchteten zu Verwandten nach Gendorf, heute Ortsteil von Burgkirchen an der Alz nach Oberbayern, wo die Familie eine neue Heimat fand. Nach vierjährigem Besuch der Volksschule in Burgkirchen trat er im Herbst 1950 in das altsprachliche Humanistische Gymnasium im nahen Burghausen/Salzach ein, wo er im Juni 1960 das Abitur ablegte.
Von 1960 bis 1966 studierte er an der Universität München Latein, Griechisch und Geschichte. Sein Studium schloss er mit dem 1. Staatsexamen für das Lehramt an Gymnasien ab. Daran schloss sich bis 1968 ein Aufbaustudium an der Freien Universität Berlin in den Fächern Geschichte, Klassische Philologie, Philosophie und Archäologie an.
Im Jahr 1969 wurde Fadinger im Fach Alte Geschichte an der Universität München mit der Dissertation Quellenuntersuchungen zur Geschichte des 2. Triumvirats bei Robert Werner und Siegfried Lauffer promoviert. Noch im gleichen Jahr wurde sie in einer wesentlich erweiterten Version unter dem Titel: Die Begründung des Prinzipats. Quellenkritische und staatsrechtliche Untersuchungen zu Cassius Dio und der Parallelüberlieferung veröffentlicht.
Während seines Studiums war Fadinger zeitweise Wissenschaftliche Hilfskraft am Seminar für Alte Geschichte der Universität München. Vom 4. März 1966 bis 30. Juni 1967 lehrte und forschte er zunächst als wissenschaftlicher Mitarbeiter, dann ab 1. Juli 1967 als Wissenschaftlicher Assistent von Robert Werner am Seminar für Alte Geschichte der Freien Universität Berlin. 1970 folgte die Ernennung zum Akademischen Rat, 1971 die Berufung zum Professor für Alte Geschichte (C 2) an der FU Berlin. In dieser Stellung blieb er am Seminar für Alte Geschichte des Friedrich-Meinecke-Instituts der FU Berlin, bis er am 1. April 2006 in den Ruhestand trat. Fadinger ist seit 1966 verheiratet. Aus der Ehe gingen zwei Söhne hervor. Er lebt in Berlin-Zehlendorf.
Fadingers Hauptforschungsgebiete sind das archaische und klassische Griechenland, der Einfluss der orientalischen Kulturen auf die griechische und römische Zivilisation, die Krise der späten Römischen Republik und der augusteische Prinzipat. Fadinger interessiert sich bei seinen Untersuchungen vor allem für das Christentum und dessen Verhältnis zum römischen Staat, den Prinzipat des Augustus, die Entwicklung und das Wesen der Institution der Herrscherweihe im Altertum, den historischen Jesus, die griechische Tyrannis, Solon sowie das Heroengrab von Vergina.

## Schriften (Auswahl)
- Quellenuntersuchungen zur Geschichte des 2. Triumvirats. Dissertation München 1969.
- Die Begründung des Prinzipats. Quellenkritische und staatsrechtliche Untersuchungen zu Cassius Dio und der Parallelüberlieferung. München 1969.
- Der Staat als Beute der Parteien. Krise und Untergang der römischen Republik (133–30 v. Chr.). Band 1. Vorgeschichte und Beginn der Krise von ca. 200 v. Chr. bis zum Tod des C. Marius 86 v. Chr. (Selbstverlag), Berlin 2000.
- Griechische Tyrannis und Alter Orient. In: Kurt Raaflaub (Hrsg.) unter Mitarbeit von Elisabeth Müller-Luckner: Anfänge politischen Denkens in der Antike. Die nahöstlichen Kulturen und die Griechen. (= Schriften des Historischen Kollegs, hrsg. v. der Stiftung Historisches Kolleg, Kolloquien 24). München 1993, ISBN 3-486-55993-1, S. 263–316 und S. 404–412.
- Solons Eunomia-Lehre und die Gerechtigkeitsidee der altorientalischen Schöpfungsherrschaft. In: Hans-Joachim Gehrke, Astrid Möller (Hrsg.), Vergangenheit und Lebenswelt. Soziale Kommunikation, Traditionsbewußtsein und historisches Bewußtsein (= ScriptOralia 90). Tübingen 1996, S. 179–218. ISBN 3-8233-5400-0. Dazu jetzt die ausführliche Rezension und Auseinandersetzung mit Fadingers Thesen von H. BARTA, Solons Eunomia und das Konzept der ägyptischen Ma'at – Ein Vergleich zu Volker Fadingers Übernahme-These, in: Robert Rollinger, Brigitte Truschnegg (Hrsg.): Altertum und Mittelmeerraum: Die antike Welt diesseits und Jenseits der Levante. Festschrift für Peter W. Haider zum 60. Geburtstag (= Oriens et Occidens 12). Steiner Verlag, Stuttgart 2006, S. 409–443. ISBN 978-3-515-08738-4. Noch ausführlicher ders., „Eunomia“ und ägyptische „Ma'at“. In: Graeca non leguntur? Zu den Ursprüngen des europäischen Rechts im antiken Griechenland, Band II - Archaische Grundlagen, Teil 2, Kap. 17, Wiesbaden 2011, S. 217–277. ISBN 978-3-447-06587-0.
- Das Attentat auf König Philipp II. von Makedonien in Aigai 336 v. Chr. In: P. Neukam (Hrsg.): Vermächtnis und Herausforderung, Dialog Schule und Wissenschaft (= Klassische Sprachen und Literaturen Bd. 31). München 1997, S. 101–145. ISBN 3-7627-8366-7.
- Peisistratos und Phye. Ein Beitrag zur sakralen Legitimation tyrannischer Herrschaft im archaischen Stadtstaat Athen. In: W. Pircher, M. Treml (Hrsg.): Tyrannis und Verführung, Wien 2000, S. 9–70. ISBN 3-85132-247-9.
- Sulla als Imperator Felix und "Epaphroditos"(= „Liebling der Aphrodite“), in: N. Ehrhardt, Linda Marie Günther (Hrsg.): Widerstand-Anpassung-Integration. Die griechische Staatenwelt und Rom. Festschrift für Jürgen Deininger zum 65. Geburtstag, Steiner-Verlag Stuttgart 2002, S. 155–188. ISBN 3-515-07911-4.
- Einstieg mit Hürden. In: Wikimedia Deutschland e. V. (Hrsg.): Alles über Wikipedia und die Menschen hinter der größten Enzyklopädie der Welt. Hoffmann und Campe, Hamburg 2011, S. 273, ISBN 978-3-455-50236-7.
- Abstammungsproblematik der deutschen und österreichischen Fadinger-,Fahringer-,Fattinger-und Föttinger-Familien von dem Geschlecht des oberösterreichischen Bauernkriegsanführers Stephan Fadinger 1626 und Antwort darauf durch eine naturwissenschaftlich-medizinische DNA-Analyse von noch lebenden Probanden aus diesen Familien, Forschungsprojekt der FU Berlin 2024.
- Peisistratos von Athen als Aisymnet und Tyrann: Die zwei Stufen einer diktatorischen Machtergreifung in der griechischen Antike, in: M. Schuol, Chr. Wendt, J. Wilker (Hrsg.), exempla imitanda. Mit der Vergangenheit die Gegenwart bewältigen? Festschrift für E. Baltrusch zum 60. Geburtstag. Göttingen / Bristol, CT., 2016, ISBN 978-3-525-25323-6, S. 47–63.